# Nikki Bella
Nikki Bella, właśc. Stephanie Nicole Chigvinstev z domu Garcia-Colace  (ur. 21 listopada 1983) – amerykańska osobowość telewizyjna i była wrestlerka. Najlepiej znana jest ze swoich występów w federacji WWE w latach 2007-2022, gdzie wraz ze swoją siostrą bliźniaczką Brie Bellą tworzyła tag team The Bella Twins. Obecnie pełni rolę prowadzącej amerykańskiego teleturnieju Barmageddon.
23 kwietnia 2012 zdobyła pas WWE Divas Championship. 23 listopada 2014 podczas Survivor Series pokonała AJ Lee, zdobywając po raz drugi w karierze WWE Divas Championship. Jest najdłużej panującą mistrzynią w historii WWE, pobijając wcześniejszy rekord należący do AJ Lee (295 dni). Panowała aż do Night of Champions 2015, gdzie straciła pas na rzecz Charlotte.
W latach 2012–2018 była w związku z wrestlerem oraz aktorem Johnem Ceną. Od 2019 zaczęła się spotykać ze swoim partnerem tanecznym z programu "Dancing with the stars", Rosjaninem Artemem Chigvinstenem z którym ma syna Matteo Artemovicha Chigvinstena (ur. 31 lipca 2020 roku). W sierpniu 2022 roku para pobrała się w Paryżu.

## Osiągnięcia
- World Wrestling Entertainment
  - WWE Divas Championship (2 razy)